# Cervecería Backus & Johnston
La Cervecería Backus y Johnston (con nombre comercial Cervecerías Peruanas Backus S.A. y con nombre de empresa Unión de Cervecerías Peruanas Backus y Johnston S.A.A.) es una empresa cervecera peruana perteneciente al grupo AB Inbev, la primera corporación cervecera más grande a nivel mundial. Desde 1950, es considerada como una de las mayores empresas del rubro en el país.  Es una empresa componente del índice S&P/BVL Perú General.

## Historia

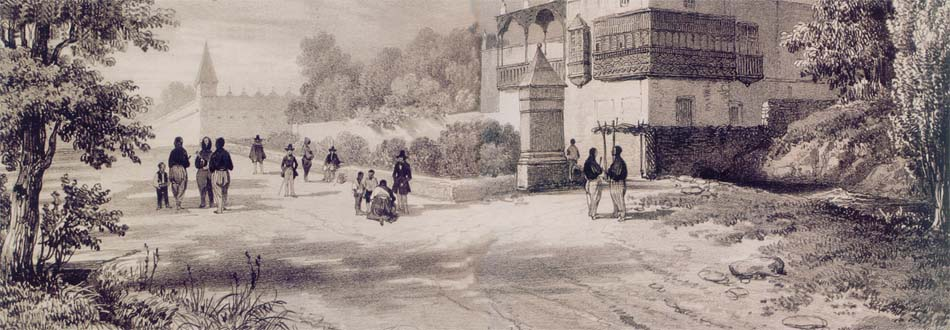
Pintura de la antigua casa de la Perricholi ubicada en el Rímac y que se convirtió en el primer local de la cervecería Backus y Johnston en 1879.

La formación de la empresa se remonta hasta el año 1876, fecha en la cual los empresarios estadounidenses Jacobo Backus y Howard Johnston fundaron la Fábrica Sudamericana de Hielo en el Rímac. La empresa de los socios norteamericanos se convirtió en la actual cervecería en 1879 con la creación de Backus & Johnston Brewery Ltd.. En 1886 los señores Backus y Johnston, en representación de todos los fabricantes de cerveza del Perú, interponen un recurso ante el Senado de la República para que no se efectúe la propuesta de la Casa Grace de rebajar los derechos de aduana a los licores importados y que hubiera significado un duro golpe a la emergente industria de la cervecería nacional. Dos años después, los socios estadounidenses establecen una nueva sociedad para volver a incursionar en la fabricación de hielo sin descuidar la cervecería y en la que aportaron la suma de 90,645 soles.
En 1922 se crea la Cerveza Cristal, la cual se convirtió con el tiempo en su producto estrella y la cerveza con mayor número de ventas del país. La empresa fue adquirida en 1954 por un grupo de inversionistas peruanos liderados por Ricardo Bentín Mujica, quienes trasladaron la oficina principal de Londres a Lima. En este momento, la compañía fue rebautizada como "Cervecería Backus y Johnston S.A.".
Backus compitió con dos mayores rivales en su historia, la CNC y la Cervesur. En 1993, Backus y Johnston trasladó la sede desde el distrito de Rímac (ahora convertido en centro cultural) al distrito de Ate. En 1994, la empresa adquirió una participación mayoritaria en el mercado cervecero peruano, cuando adquirió el 62% de las acciones de la Compañía Nacional de Cerveza SA. (CNC, propietaria de la marca Pilsen Callao). En 1996 cuatro fábricas de cerveza, incluyendo Backus y Johnston se fusionaron en una nueva empresa con el nombre de "Unión de Cervecerías Peruanas Backus y Johnston SAA". En 2000, la compañía se expandió aún más cuando adquirieron la Compañía Cervecería del Sur de Perú S.A. (Cervesur), propietaria de la marca Cusqueña.
Para su expansión, en 2002 la entonces propietaria familia Bentín, liderada por su entonces presidente Elías Bentín vendió el 50% de sus acciones valorizados en US$ 730 millones a Bavaria y a la Organización Cisneros, que generó malestar en el otro accionista Polar y una intervención del Poder Judicial. Un tiempo antes, el grupo Polar con Lorenzo Mendoza  a la cabeza había adquirido un importante paquete accionariado al grupo Grupo Romero e intentó una adquisición hostil, desatando una verdadera batalla de accionistas que inclusive acabó en el poder judicial como se refiere. Finalmente, el grupo Brescia terminaría vendiendo su paquete accionariado a Cervecería Bavaria y la familia Bentín a la Organización Cisneros. Luego Bavaria se haría del total de la empresa cuando compró a Polar y a Cisneros, para luego vender en 2005 a la multinacional británica-sudafricana SABMiller.
Desde 2005, Backus y Johnston es parte del grupo multinacional de cervecerías SABMiller, el cual fue comprado en el año 2015 por la multinacional Anheuser-Busch InBev. Cabe destacar que su competidora AmBev Perú, denunció a Backus y Johnston en varias oportunidades por presunto abuso de posición de dominio y celebrar contratos de exclusividad con los distribuidores minoristas de cerveza. Denuncias que fueron declaradas infundadas por Indecopi.

## Marcas
La empresa cuenta con las siguientes marcas de bebidas en su portafolio.

### Cervezas

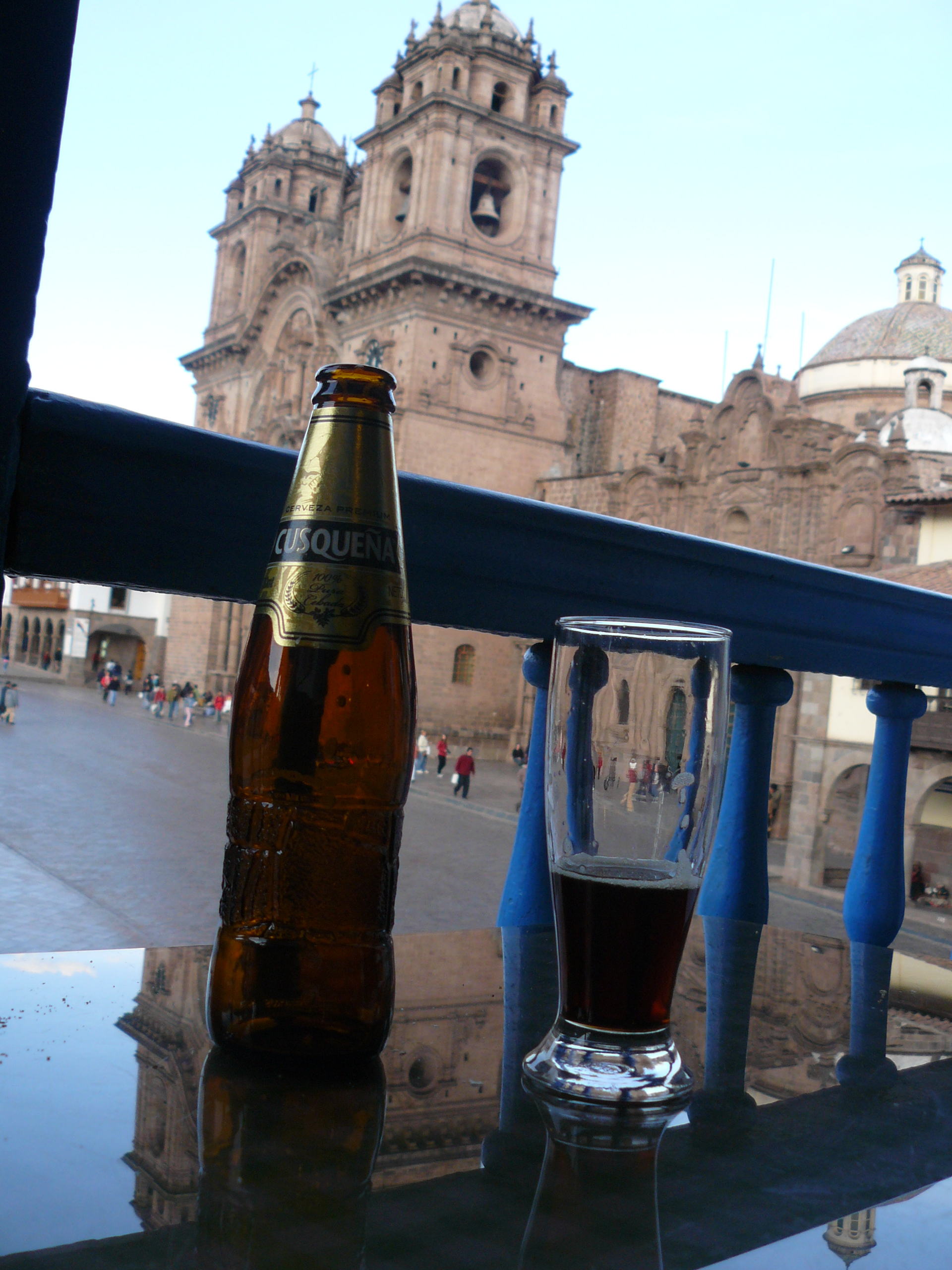
Cerveza Cusqueña.

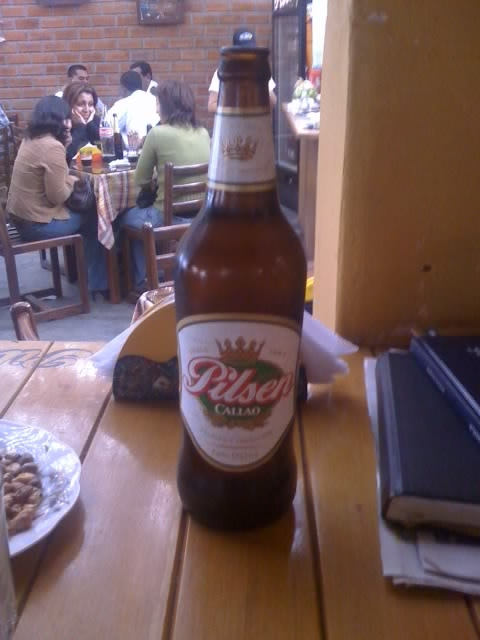
Cerveza Pilsen Callao.

Actualmente cuenta con diez variedades de cerveza:
- Cerveza Cristal, ha sido históricamente la marca emblema de la Corporación Backus y es actualmente la marca con mayor venta en el Perú.[20][21][22]
- Cerveza Cusqueña, es la variedad de cerveza premium de Backus. Su diseño rinde homenaje a la cultura Inca.
- Cerveza Pilsen Callao, es la cerveza con más antigüedad en el Perú.
- Cerveza Barena, se comercializa desde 2007, enfocada al público joven Se dejó de comercializar en el 2014.
- Cerveza Backus Ice, es la más reciente marca del portafolio de Backus, su característica principal es ser una cerveza extra fría elaborada a temperaturas bajo cero.[23]
- Cerveza Pilsen Trujillo, cerveza originaria de la ciudad de Trujillo.
- Cerveza Arequipeña, es la cerveza emblemática de la ciudad de Arequipa.
- Cerveza San Juan, es la marca emblemática de la selva peruana. Su consumo es solamente regional.
- Miller Genuine Draft, marca de origen estadounidense, distribuida exclusivamente por Backus en el Perú.
- Cerveza Abraxas, es una cerveza Ale elaborada en el Valle Sagrado de los Incas, Cusco, su proceso de fermentación utiliza tres tipos de lúpulos y cebadas malteadas (clara, caramelo y tostada), estos ingredientes le proporcionan un grado de 7% Alc/Vol.
- Peroni Nastro Azzurro, marca de origen italiano, distribuida exclusivamente por Backus en el Perú.
- Fiesta Real, cerveza dirigida al público de los niveles socioeconómicos D y E.[24]

### Aguas embotelladas
- Agua San Mateo, se distingue por ser agua proveniente de manantial y envasada en su fuente de origen.[25][26]
- Agua Tónica Backus, es la marca de agua tónica de Backus.[25]

### Bebidas gaseosas
- Guaraná Backus[25]
- Viva Backus[25]

### Otras bebidas
- Maltin Power[27]

## Plantas

### Plantas

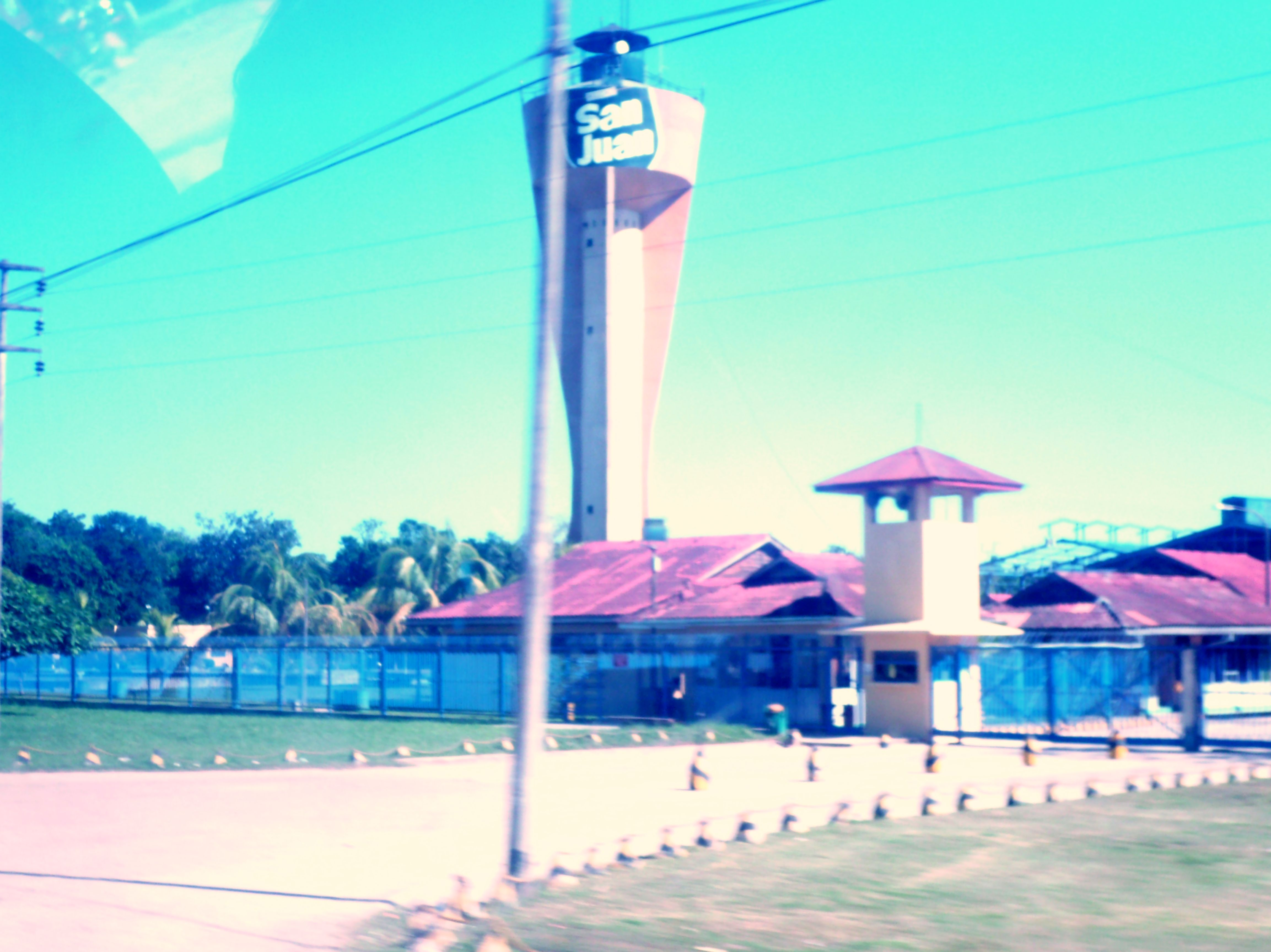
Planta San Juan, a 12 kilómetros de Pucallpa.

La Corporación Backus & Johnston cuenta actualmente con siete plantas de producción:
- Planta Cervecera de Ate: Fue inaugurada en 1993 y representó un hito importante en la historia de la empresa ya que sus instalaciones son unas de las más modernas de América, y su capacidad instalada hizo posible su expansión en el mercado cervecero.[8] Su volumen de fabricación es de 6.1 millones de hectolitros anuales, lo que la convierte en la planta de Backus con mayor capacidad de producción.[28]
- Planta Cervecera de Motupe: Se ubica estratégicamente en el norte del Perú y tiene una capacidad de producción de 3.4 millones de hectolitros anuales.[29] Se producen exclusivamente las marcas de Cristal y Pilsen Callao.[29]
- Planta Cervecera de Arequipa: Tiene una capacidad de producción anual de 1.56 millones de hectolitros.[30] Se producen aquí las marcas Arequipeña, Cristal, Cusqueña, Pilsen Callao y Malta Cusqueña.[30]
- Planta Cervecera de Pucallpa: Es la única planta cervecera en la selva peruana, cuenta con una capacidad de producción anual de 1.05 millones de hectolitros.[31] Las marcas producidas aquí son San Juan, Cristal y Pilsen Callao.[31]
- Planta Cervecera de Cusco: Su capacidad de producción es de 0.74 millones de hectolitros anuales.[32] Aquí se producen las marcas Cristal, Cusqueña y Pilsen Callao.[32]
- Planta San Mateo: Se encuentra en el distrito limeño de Huarochiri y es la planta donde se producen todas las bebidas no alcohólicas de la empresa.[33] Su capacidad de producción es de 1.5 millones de hectolitros anuales.[33]
- Planta Maltería Lima: Está ubicada en el distrito limeño de Chaclacayo y es donde se produce la malta y se procesa el maíz necesarios para la producción de las diversas marcas de en la cartera de Backus.[34] La planta cuenta con una capacidad de producción de 89,000 toneladas anuales de malta y de 64,500 toneladas anuales de procesamiento de maíz.[34]

Y cinco centros de distribución en Lima:
- Centro de Distribución Rímac: Ubicado en Jr. Chiclayo 594, Rímac.[35]
- Centro de Distribución San Juan de Miraflores: Ubicado en Av. Las Torres 193, San Juan de Miraflores.[35]
- Centro de Distribución Ate: Ubicado en Av. Asturias 588, Ate Vitarte.[35]
- Centro de Distribución San Martín de Porres: Ubicado en Av. Alfredo Mendiola Mz. E-F Lotes 8-9 Urb. Pro Industrial, San Martín de Porres.[35]
- Centro de Distribución Callao: Av. Elmer Faucett 4754-4758, Callao.[35]

## Intervención en el sector deporte
Backus y Johnston se ha caracterizado por su aliento al desarrollo del deporte en el Perú, reflejado en su apoyo a múltiples disciplinas como el fútbol, vóley, atletismo, tenis, tiro entre otros.

### Fútbol

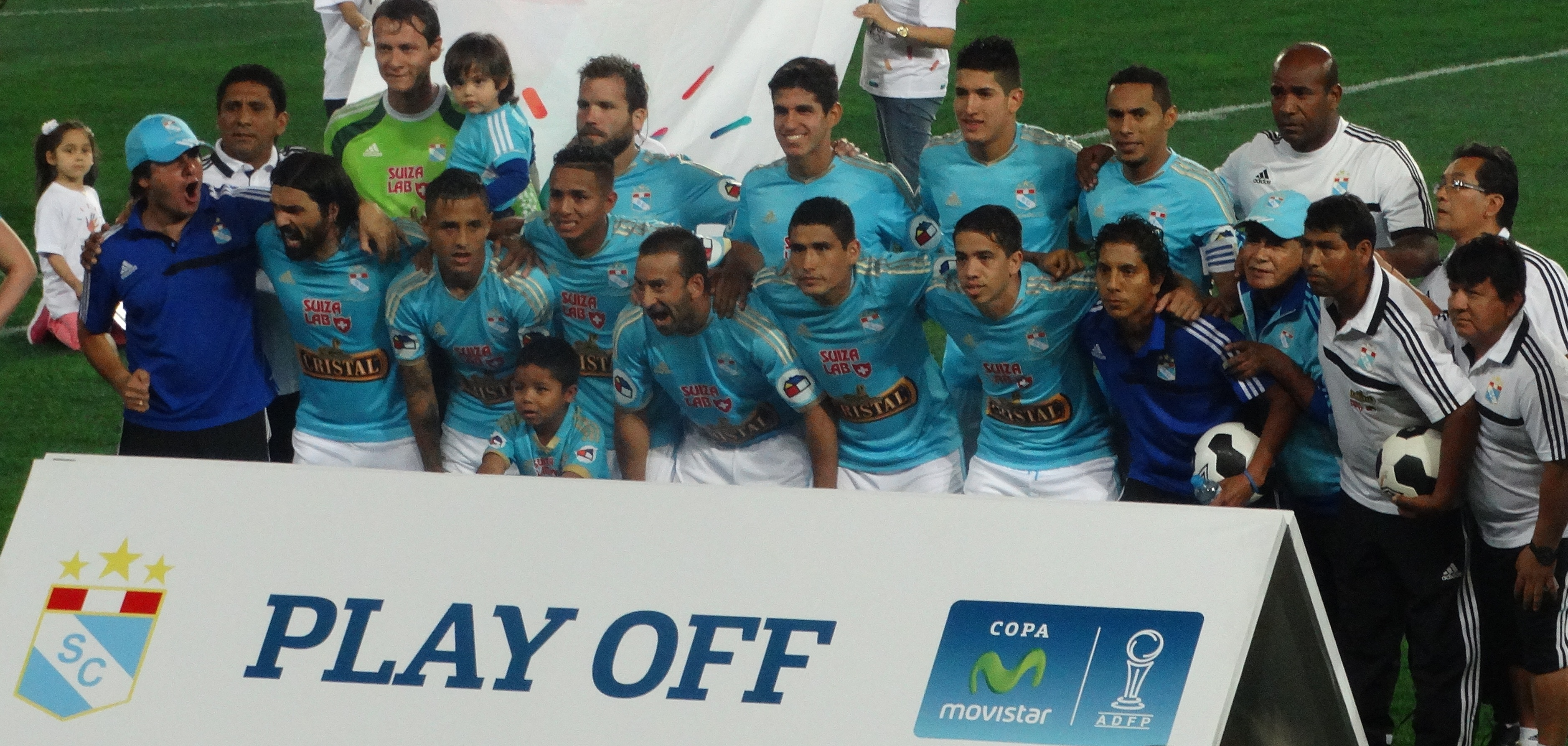
Equipo de Club Sporting Cristal, al conseguir el título de la temporada 2014.

La empresa realizó un importante aporte al fútbol peruano con la fundación del Club Sporting Cristal Backus en 1955 por el entonces accionista mayoritario de la empresa, Ricardo Bentín Mujica.
Entre las figuras más destacadas del balompié peruano que vistieron la camiseta celeste, se puede mencionar a Rafael Asca, Alberto Gallardo, Eloy Campos, Orlando de La Torre, Luis Rubiños, Ramón Mifflin, Alfredo Quesada, Roberto Mosquera, Julio César Uribe, Roberto Palacios, Nolberto Solano, Jorge Soto, entre muchos otros.
En el año 2019, el club fue vendido al consorcio deportivo Innova Sports, grupo peruano dedicado a la industria futbolística, el cual compró el 100% de las acciones del Sporting Cristal.

## Controversia sobre la compra de la empresa Backus y Johnston
En 2004 el diario El Comercio denunció un supuesto caso de soborno del exasesor presidencial César Almeyda, en que se daba por visto bueno a la exoneración de la Oferta Pública de Acciones y así concretar la compra a una sola empresa, Bavaria. Esto se intensificó cuando la persona de confianza de Almeyda, Alberto Farfán, fugó del país. Posteriormente, Bavaria retiró a su vicepresidente jurídico Víctor Machado, responsable de la compra y relacionado según la revista Semana como "hombre clave" en el escándalo de corrupción junto a Jaime Carbajal. En cambio, el Congreso de la República propuso citar a Alejandro Toledo, quien se reunió con el propietario de la empresa Bavaria.
Bavaria estuvo posteriormente involucrado en la Grupo Santo Domingo, quienes fueron socios las empresas del futuro grupo Plural TV, dueña de medios televisivos y radiales.